# Maria Ernestine Francisca von Rietberg
Maria Ernestine Francisca von Rietberg (* 5. August 1687 in Rietberg; † 1. Januar 1758) aus dem Hause Cirksena, war Gräfin von Rietberg. Durch ihre Heirat kam die Grafschaft an das Haus Kaunitz. Obwohl sie in Mähren lebte, kümmerte sie sich weiter um die Grafschaft.

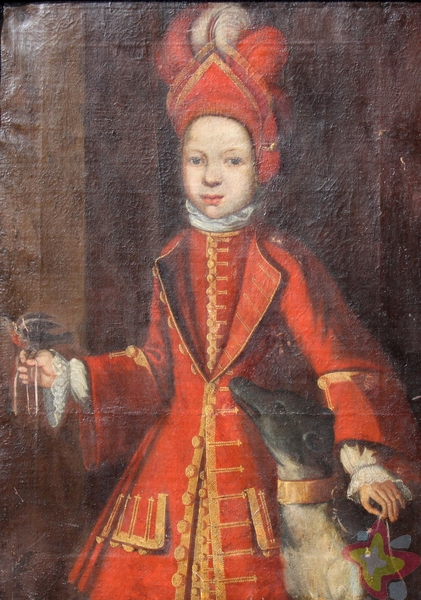
Maria Ernestine Francisca von Rietberg in jungen Jahren im Jagdkostüm

## Leben
Sie war Tochter des Grafen Ferdinand Maximilian von Ostfriesland-Rietberg und dessen Frau Franziska (geb. Gräfin von Manderscheid-Blankenheim). Geboren wurde sie erst zwei Monate nach dem Tod des Vaters. Sie war nach dem Tod ihrer Schwester im Kindesalter Erbin und wurde de jure Gräfin von Rietberg. Die Regentschaft übernahm der Bruder des Grafen Franz Adolf Wilhelm Graf von Ostfriesland und Rietberg. Kaiser Leopold I. setzte als Vormünder die Fürstbischöfe von Münster und Paderborn Friedrich Christian von Plettenberg und Hermann Werner von Wolff-Metternich zur Gracht ein. Diese ließen die Grafschaft unter kaiserliche Sequesterverwaltung stellen, um die Einziehung des Gebiets als heimgefallenes Lehen durch die Landgrafschaft Hessen-Kassel zu verhindern. Zunächst zu Gunsten der Mutter wurde 1692 das Lehen erneuert. Die Mutter lebte mit der Tochter in Paderborn, Köln und Düsseldorf. Die Tochter wuchs überwiegend am dortigen kurpfälzischen Hof auf. Ihre Mutter heiratete 1692 in zweiter Ehe den Grafen Arnold Moritz Wilhelm von Bentheim-Steinfurt.
Um die Heirat mit Maria Ernestine Francisca warb Reichsvizekanzler Dominik Andreas I. von Kaunitz für seinen Sohn Maximilian Ulrich von Kaunitz. Eine erste Eheverabredung wurde möglicherweise schon 1694 geschlossen. 1697 wurde der Heiratsplan wieder aufgenommen und im Jahr 1699 wurde die Ehe geschlossen. Aus der Ehe gingen zahlreiche Kinder hervor. Darunter war auch der spätere österreichische Staatskanzler Wenzel Anton von Kaunitz-Rietberg.
Die kaiserliche Verwaltung über Rietberg endete erst 1702. Auch das Haus Liechtenstein erneuerte seine Ansprüche auf die Grafschaft Rietberg. Im Jahr 1714 wurde Maria Ernestine Francisca von Rietberg vom Reichshofrat als rechtmäßige Erbin bestätigt. Erst 1726 wurde der Konflikt mit Liechtenstein durch einen Erbvergleich beigelegt. Hessen-Kassel erkannte nach Intervention von Kaiser Karl VI. 1728 diesen Vertrag an.
Die Familie lebte überwiegend auf den Besitzungen des Ehemanns in Mähren. Die Gräfin kümmerte sich aus der Ferne um die Grafschaft Rietberg. Das Grafenpaar ließ 1716 das Rietberger Franziskanerkloster neu erbauen. Auch die Klosterkirche wurde erweitert. Im Jahr 1723 wurde die Grafschaft unter den Schutz des heiligen Johannes Nepomuk gestellt. Eine Statue des Heiligen ließ die Gräfin in der Nähe der Schlossauffahrt errichten. Seit 1726 wurde eine Nepomukprozession abgehalten. Im Jahr 1743 wurde das Gymnasium Nepomucenum gegründet. Auch wurde das neue Kirchspiel Kaunitz gegründet. Im Jahr 1747/1748 ließ die Gräfin die Johanneskapelle erbauen.
Einige der Maßnahmen in Rietberg hat man später ihrem Sohn zugerechnet, der die Grafschaft aber hauptsächlich als Geldquelle ansah. In ihrem Testament verfügte die Gräfin, dass ihr Herz in Rietberg bestattet werden sollte. Sie wurde in Brünn beigesetzt. Ihr Herz wurde in die Franziskanerkirche nach Rietberg gebracht.